# Karl Hagenmeyer
Karl Ludwig Hagenmeyer (* 1. August 1877 in Heilbronn; † 12. Februar 1947 in Stuttgart) war ein deutscher Bauingenieur und Baubeamter im Dienst der Württembergischen Staatsbahn, später Direktor der Deutschen Reichsbahn.

## Leben und Werk
Nach dem Besuch der Realschule in seiner Heimatstadt und dem Studium war Karl Hagenmeyer ab 1906 für die Württembergischen Staats-Eisenbahnen tätig, ab 1912 in der Hochbausektion II. Nach seiner Teilnahme am Ersten Weltkrieg wurde er 1918 als Leutnant der Reserve aus der Armee entlassen und war kurzzeitig als Eisenbahninspektor bei der Hochbausektion Ulm tätig.
Im Januar 1919 wurde er zum Leiter der Hochbausektion II in Stuttgart ernannt und damit zuständig für „Empfangsgebäude des Hauptbahnhofs Stuttgart, die Ausführung weiterer Hochbauten sowie die […] Ausführung des Packkammergebäudes der Bahnpostanlagen am Rosenstein übertragen“.
1920 gingen die Württembergischen Staatsbahnen in der Deutschen Reichsbahn auf, in deren Dienst Hagenmeyer übertrat. Nach der Ernennung zum Reichsbahnoberrat am 31. Januar 1927 war er maßgeblich am Bau des 1933 eröffneten Hafenbahnhofs in Friedrichshafen beteiligt, später mit Franz Bachner am Bahnhof Tuttlingen, der ebenfalls im architektonischen Stil des Neuen Bauens errichtet wurde.
Nach der Ernennung zum Direktor der Reichsbahndirektion Stuttgart im August 1941 ging Hagemeyer Ende 1945 in den Ruhestand.